# Сіґурд Юслен
Сіґурд Юслен (фін. Sigurd Juslén, 25 листопада 1885 — 4 квітня 1954) — фінський яхтсмен.
Бронзовий призер Олімпійських Ігор 1912 року в класі 12 метрів.